# Campylocheta canora
Campylocheta canora là một loài ruồi trong họ Tachinidae.